# Joseph Arnaouti
Joseph Arnaouti ICPB (* 2. Mai 1936 in Aleppo) ist armenisch-katholischer Patriarchal-Exarch von Damaskus.

## Leben
Joseph Arnaouti trat der Ordensgemeinschaft des Institut du Clergé Patriarcal de Bzommar bei und empfing am 5. April 1969 die Priesterweihe. Papst Johannes Paul II. ernannte ihn am 21. August 1989 zum Bischof von Kamichlié.
Der Patriarch von Kilikien, Johannes Bedros XVIII. Kasparian ICPB, spendete ihm am 18. März des nächsten Jahres die Bischofsweihe; Mitkonsekratoren waren André Bedoglouyan ICPB, Weihbischof in Kilikien, und Krikor Ayvazian, Altbischof von Kamichlié.
Von seinem Amt trat er am 10. April 1992 zurück. Am 24. Mai 1994 wurde er zum Weihbischof in San Gregorio de Narek en Buenos Aires ernannt. 1997 wurde er zum Patriarchal-Exarchen von Damaskus mit Sitz in der Kirche der Königin des Universums und zum Kurienbischof in Kilikien ernannt, doch von letzterem Amt trat er 1999 zurück.